# Gare de Grandvilliers
La gare de Grandvilliers est une gare ferroviaire française de la ligne d'Épinay - Villetaneuse au Tréport - Mers, située à 2 000 mètres du centre de la commune de Grandvilliers, dans le département de l'Oise, en région Hauts-de-France.
Elle est mise en service en 1875 par la Compagnie des chemins de fer du Nord. C'est en 2025 une gare de la Société nationale des chemins de fer français (SNCF) desservie par des trains TER Hauts-de-France.

## Situation ferroviaire
Établie à 194 m d'altitude, la gare de Grandvilliers est située au point kilométrique (PK) 111,818 de la ligne d'Épinay - Villetaneuse au Tréport - Mers, entre les gares ouvertes de Marseille-en-Beauvaisis et de Feuquières - Broquiers.
Elle dispose de deux voies banalisées à quais, plus une voie de débord en impasse accessible uniquement depuis le sens de Beauvais au Tréport. Cette voie de débord, située dans la cour de la petite vitesse, se termine par un tiroir d'où se détache une voie biaise raccordée aux deux voies principales. En gare, on trouve également un poste d'aiguillage permettant le croisement des trains sur cette ligne à voie unique équipée du block manuel de voie unique (BMVU).

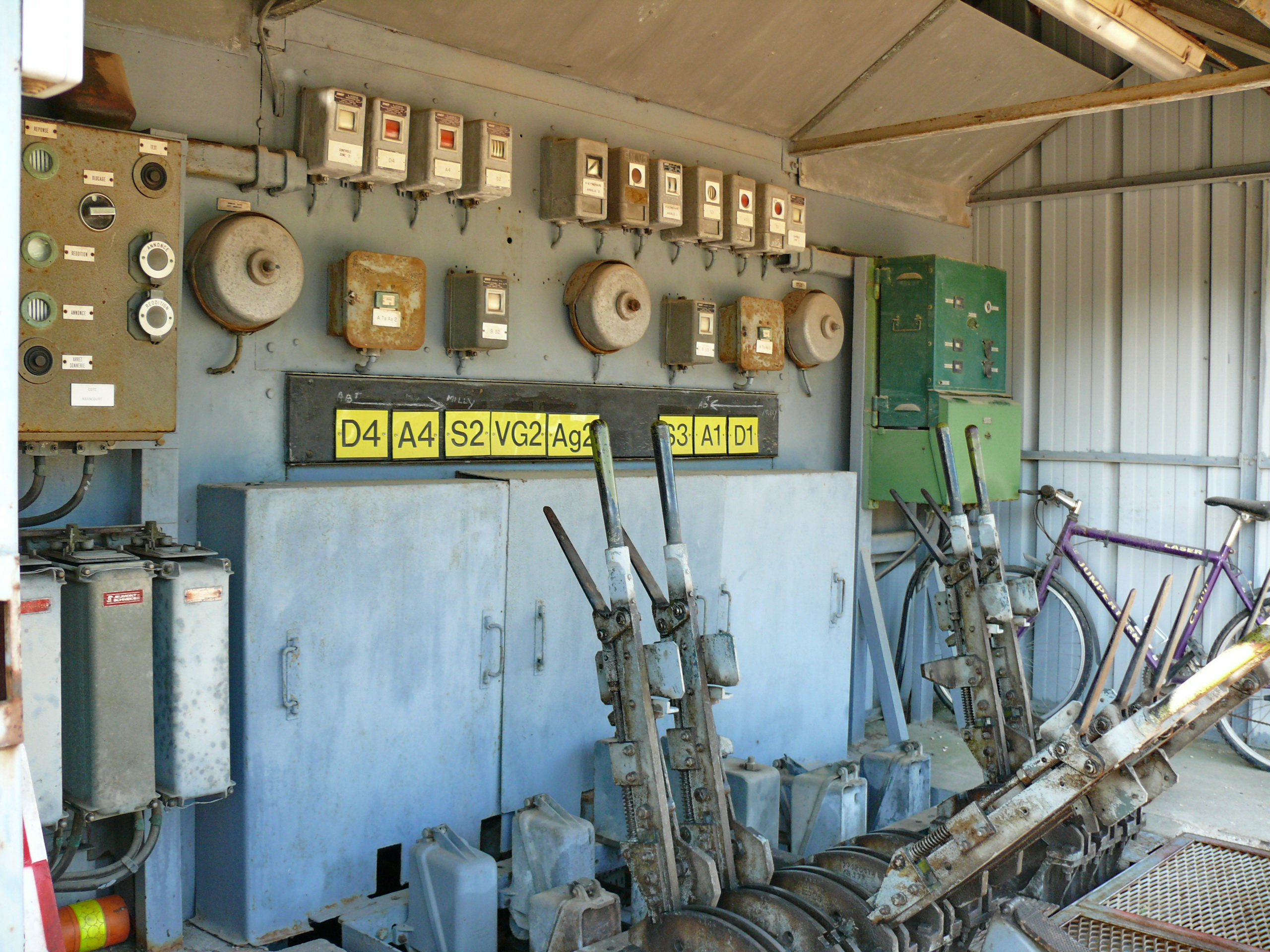
Poste d'aiguillage de la gare.

## Histoire
La gare de Grandvilliers est mise en service le 1er juillet 1875 par la Compagnie des chemins de fer du Nord, lorsqu'elle ouvre à l'exploitation sa ligne d'intérêt local de Saint-Omer à Abancourt.

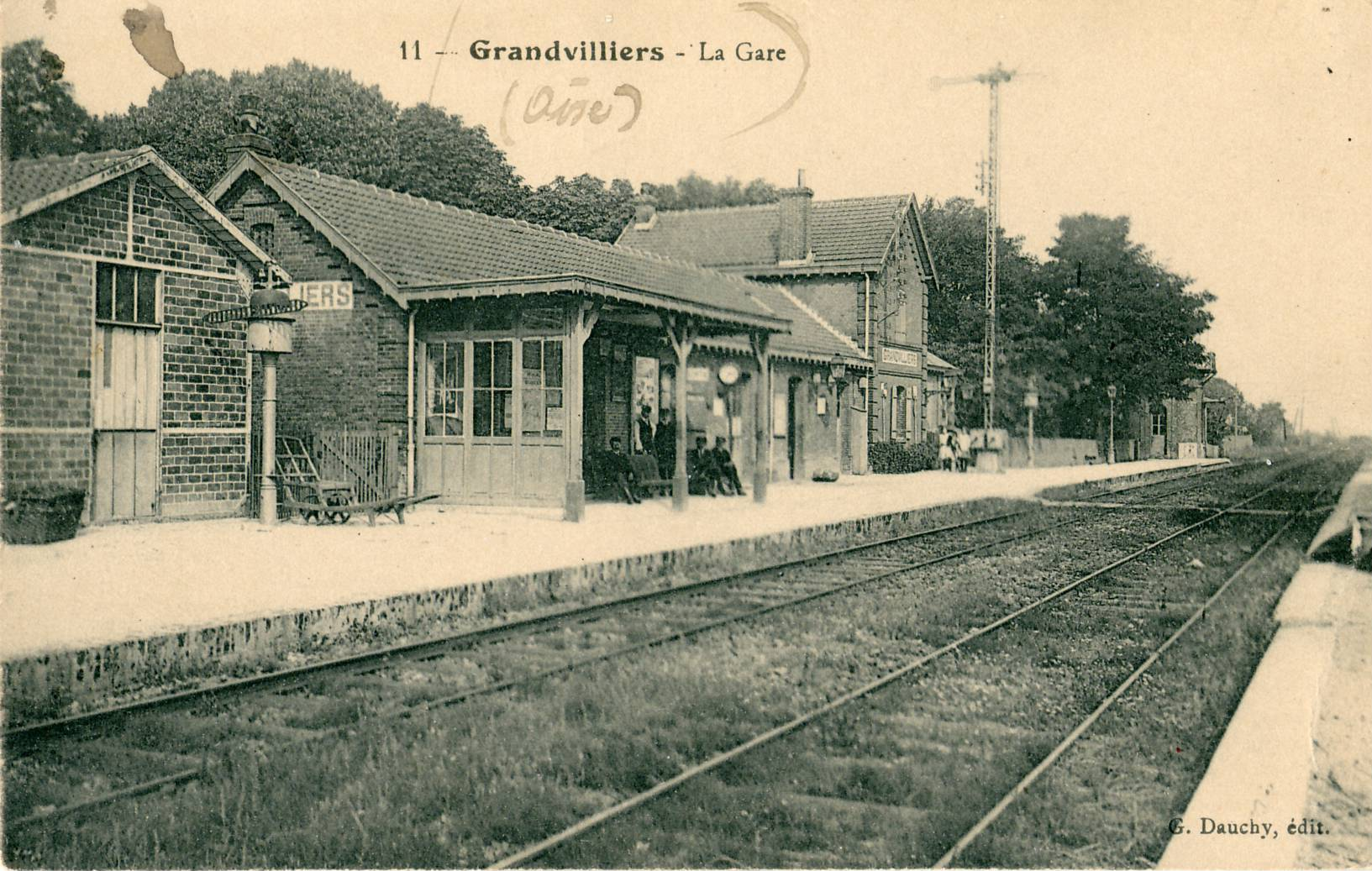
Vue de la gare au début du XX dans la direction de Beauvais et Paris.

La gare est située avenue du Général-Saget. Elle porte ce nom depuis le 21 mai 1875, et honore l'action de cet homme politique pour Grandvilliers. Henri Saget, né le 5 novembre 1813 à La Flèche, participa à l'élaboration de la carte d'État-Major puis entra en politique en se faisant élire Conseiller général du canton de Grandvilliers, puis président du Conseil général de l'Oise de 1886 à 1890. Il contribua à faire passer la ligne de chemin de fer Paris – Beauvais – Le Tréport - Mers par Grandvilliers, ce qui explique le choix du nom de la rue qui conduit à la gare.

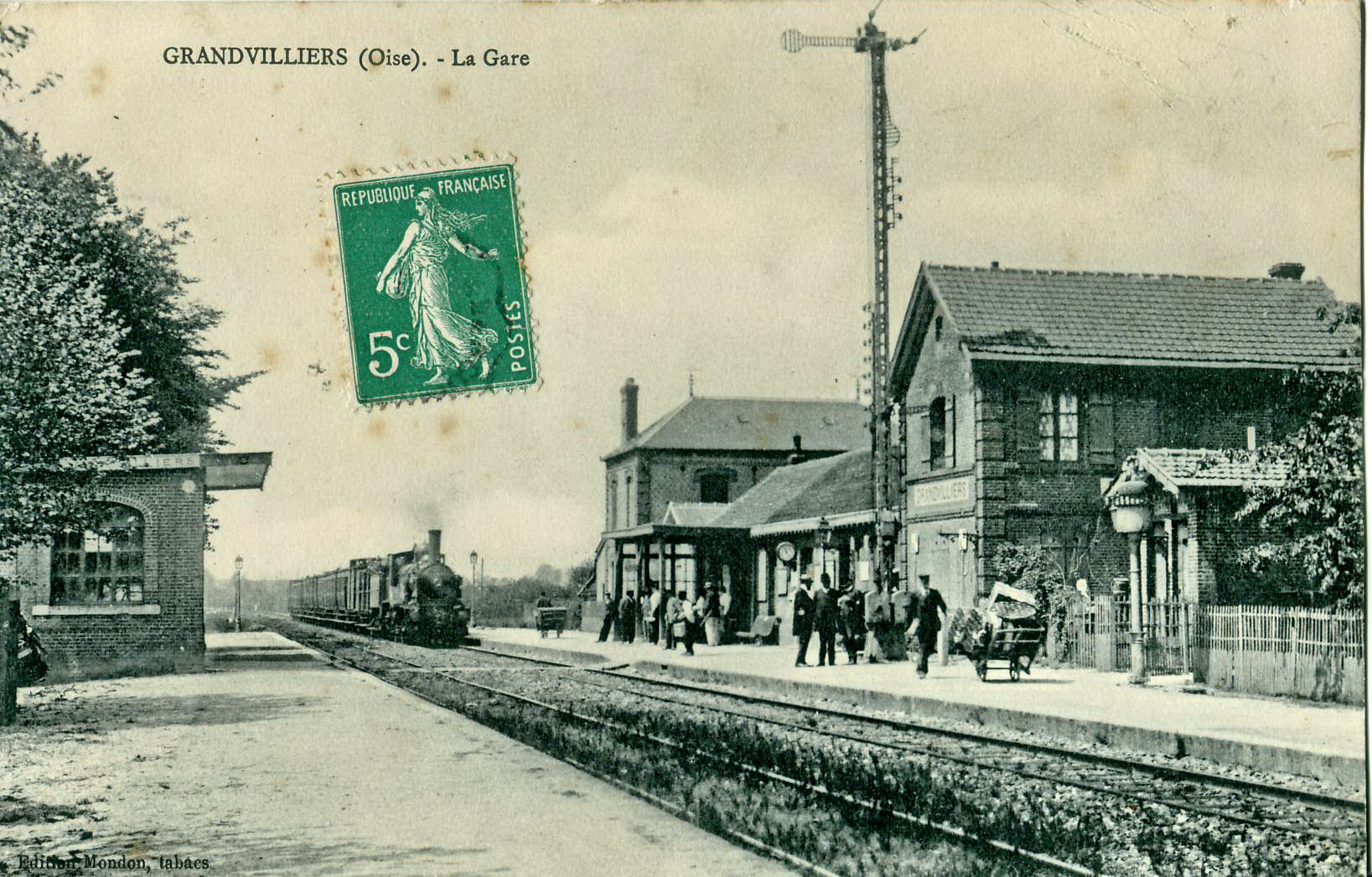
La gare vers 1900. Vue vers Abanville.

En 1882, on complète les installations de la gare avec une halle à marchandises, équipée d'une grue roulante, et une deuxième voie de garage longue de 300 mètres. La recette de la gare en 1881 est de 76 942,43 francs, soit une augmentation de 9 622,01 fr par rapport à l'année précédente où elle était de 67 320,42 fr.
En 1885, le train dessert « Grandvilliers » entre « Grez - Gaudechart » et « Feuquières ».
Durant la Première  Guerre mondiale, la gare est située à l'arrière du front et est utilisée pour le déplacement des troupes françaises, les besoins d'intendance  ou l'embarquement de prisonniers,.
Pendant la Seconde Guerre mondiale, la gare servit de lieu de déchargement de missiles V1 acheminés par chemin de fer depuis les carrières de Saint-Maximin pour être tirés vers l'Angleterre depuis les lieux avoisinants. Les trains chargés de ces missiles stationnaient dans le tunnel de Marseille-en-Beauvaisis.
En 1960, c'est une gare de la SNCF, indiquée « Grandvilliers », disposant d'un bâtiment, d'une voie d'évitement et de plusieurs voies de garage. Elle est alors située au PK « 116+1 »  entre les haltes de « P.A. Grez - Gaudechart » et de « P.A. Brombos - Sarcus ».
La rénovation de la gare a eu lieu en 2009 dans le cadre d'un programme de modernisation des gares de l’axe Beauvais – Abancourt, destinée à rendre la gare notamment accessible aux personnes handicapées,. Toutefois, la présence d'une marche à l'entrée de la gare et l'étroitesse de ses portes d'entrée ne permettent pas l'accès des personnes en fauteuil roulant. En 2009, la fréquentation de la gare était de 316 voyageurs par jour.

## Service des voyageurs

### Accueil
Gare SNCF, elle dispose d'un bâtiment voyageurs, avec guichet, ouvert tous les jours.
Un passage planchéié permet la traversée des voies et le passage d'un quai à l'autre.

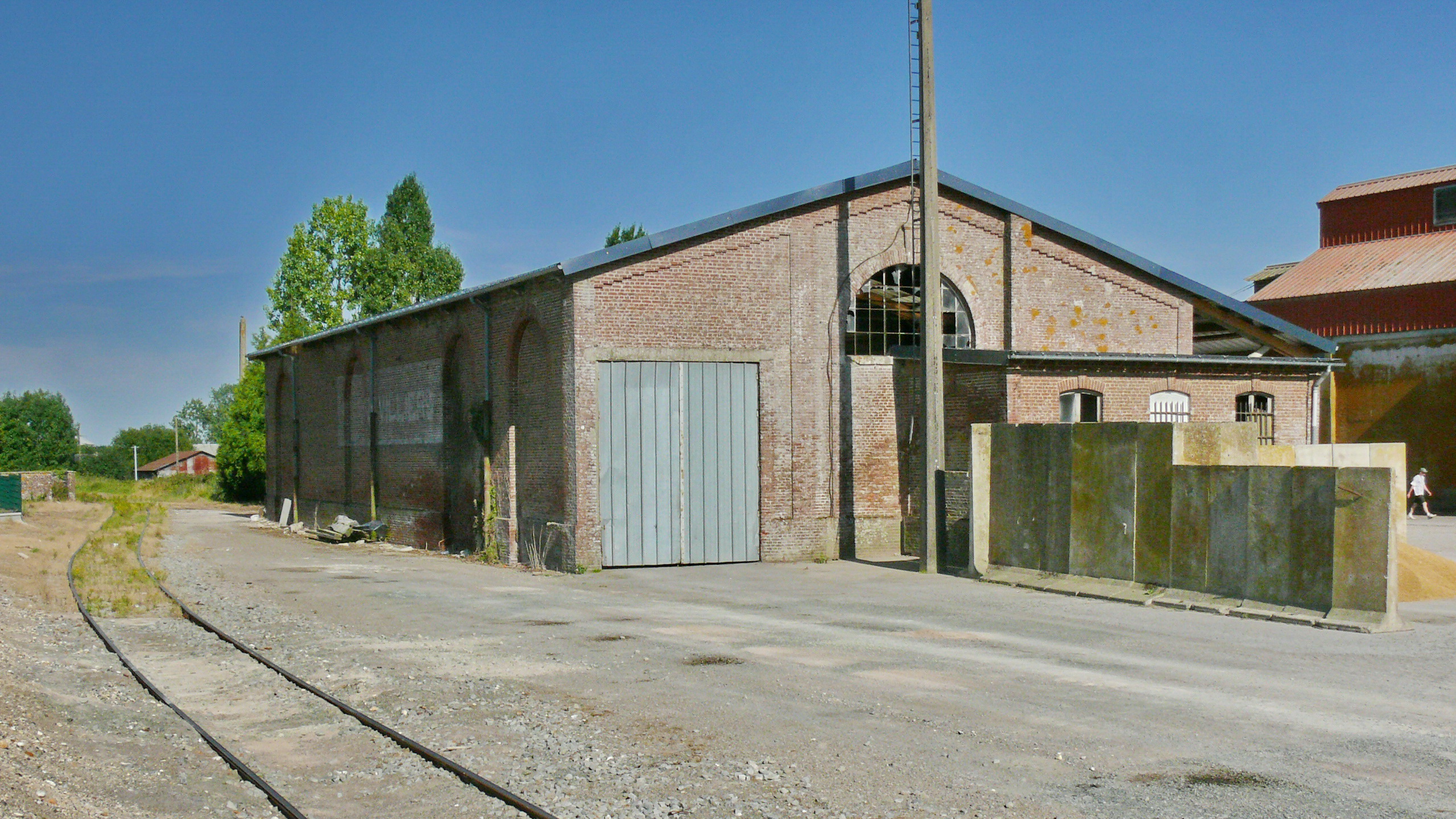
La halle à marchandises n'est plus desservie par la voie de débord qui semble occasionnellement utilisée en 2011.

### Desserte
Grandvilliers est desservie par des trains TER Hauts-de-France qui effectuent des missions entre les gares de Beauvais, ou d'Abancourt, et du Tréport - Mers.

### Intermodalité
Un parking pour les véhicules y est aménagé. La gare est desservie par la ligne 33 du réseau Trans'80.

## Service des marchandises
La gare, ouverte uniquement aux transports par train massif, dispose d'installations marchandises embranchées, utilisées notamment par un céréalier.